# Liste des pay-per-views de la WWE
 (octobre 2024).
Si vous disposez d'ouvrages ou d'articles de référence ou si vous connaissez des sites web de qualité traitant du thème abordé ici, merci de compléter l'article en donnant les références utiles à sa vérifiabilité et en les liant à la section « Notes et références ».
 (16 octobre 2024).
Cet article répertorie les événements premium en direct (PLE, en anglais:  Premium Live Events) (née Télévision à la carte, en anglais pay-per-view) promus par la World Wrestling Entertainment. La WWE organise un événement chaque mois, d'environ trois heures de show chacun et jusqu'à quatre heures quand il s'agit de WrestleMania. Les événements en pay-per-view assurent une grande partie des revenus de la WWE.

## Histoire
Le premier vrai pay-per-view de la WWF était The Wrestling Classic en novembre 1985, un tournoi organisé au Rosemont Horizon près de Chicago, mais le malentendu réside dans le fait que le premier WrestleMania en mars de cette même année, était disponible en pay-per-view dans certaines zones. Les deux premiers WrestleMania étaient indéniablement de gros succès financiers, et après WrestleMania III qui devenait l’événement le plus connu de l'histoire du catch, la WWF décidait d'étendre son offre de pay-per-view.
Les premiers Survivor Series étaient ainsi organisés le 29 novembre 1987, placés directement contre le Starrcade de la National Wrestling Alliance, considéré traditionnellement pour être le plus gros événement de l'année de cette fédération. La WWF informait les compagnies gérantes du câble que s'ils choisissaient de diffuser Starrcade, ils ne seront plus permis de diffuser de futures événements de la WWF. La majeure partie des compagnies diffusait ainsi les Survivor Series (seulement trois choisissaient de rester loyaux envers leur contrat avec la NWA), ce qui faisait de Starrcade un désastre financier et qui d'une certaine manière a mis fin à la Jim Crockett Promotion.
Le premier Royal Rumble a été diffusé le 24 janvier 1988 sur la chaîne câblée USA Network. L'événement est devenu un pay-per-view l'année suivante.
Le premier SummerSlam était lui organisé au Madison Square Garden le 29 août 1988. Ces quatre événements - le Royal Rumble en janvier, WrestleMania en mars ou avril, SummerSlam en août, et les Survivor Series en novembre - étaient les seules offres en pay-per-view (sans oublier le King of the Ring) de la WWF jusqu'en 1995, après que le rival, la World Championship Wrestling a étendu le nombre de ses shows en pay-per-view. À l'origine, la WWF utilisait l'appellation WWF in Your House, mais commençait en 1996 à utiliser d'autres noms en complément du nom in Your House (comme Bad Blood et No Way Out), pour éviter la confusion. En février 1999, le nom in Your House était désormais inexistant.
Les deux fédérations concurrentes diffusaient ainsi en 1996 un pay-per-view mensuel. Jusqu'à récemment, la World Wrestling Entertainment avait un pay-per-view par mois, dans une période qui durait de la fin des années 1990 jusqu'en 2003 avec donc un total de douze dans l'année. La WWE produit actuellement 13 pay-per-views en une année.
La WWE a aussi organisé deux pay-per-views annuels qui étaient exclusifs au Royaume-Uni, et ce jusqu'en 2003, mais après l'avènement du Brand Extension, ils étaient annulés en faveur de tournées, avec un enregistrement TV inclus ; la WWE a donc maintenant le Royal Rumble Tour en février, le Road to WrestleMania Tour avant puis le WrestleMania Revenge Tour après WrestleMania en avril, le Summerslam Tour en août/septembre et le Survivor Series Tour à la fin de l'année, au Royaume-Uni et dans le reste de l'Europe. Dans chaque tournée il y a un enregistrement TV de Raw et de SmackDown, jusqu'ici seulement au Royaume-Uni et en Italie.
Les pay-per-views de la WWF ont été disponibles en France sur Canal+ de 1991 à 1996 puis en 2000 et 2001. Aujourd'hui, ceux de la WWE sont proposés en pay-per-view sur A La Carte / Canalplay (anciennement Kiosque) via le bouquet Canalsat depuis 2008, et sur Canal+ Sport depuis 2010. Le retour des PPV's en France était marqué par la diffusion de WrestleMania XXIV en PPV sur A La Carte / Canalplay (anciennement Kiosque) le 18 avril 2008. Il apparaît, après confirmation des chaines concernées (RTL9 et AB1), que le tous les pay-per-view sont désormais proposés en accès gratuit sur le câble français depuis le mois de janvier 2013, et non plus sur Canal+, qui en a cédé les droits de diffusion.

### Première Brand Extension (2002-2007)
En juin 2003, à la suite de la division de la WWE en deux émissions distinctes nommées RAW, SmackDown et, plus tard, Extreme Championship Wrestling (« brand extension ») et répartissant les catcheurs en deux écuries, la WWE annonce que ses pay-per-views seraient des évènements exclusifs à une division (RAW, SmackDown, ECW). Les seules exceptions sont le Royal Rumble, WrestleMania, SummerSlam et les Survivor Series qui restent des événements comprenant toutes les divisions, alors que WrestleMania est l'occasion où deux catcheurs de différentes divisions s'affrontent (sans tenir compte du Royal Rumble match au PPV du même nom). Ceci permet à la WWE d'ajouter plus de pay-per-view à leur offre, comme Cyber Sunday et The Great American Bash. En 2005, les restrictions commencent à être plus poreuses et les matches inter-divisions deviennent de plus en plus fréquents. En mars 2007, il est annoncé que les pay-per-views exclusifs à une division sont annulés et qu'il y aura des matchs des trois divisions pendant ces spectacles. Les évènements qui ont été exclusifs à une division sont :
| RAW (2002-2007)                   | SmackDown! (2002-2007)              | ECW (2006)                       |
| --------------------------------- | ----------------------------------- | -------------------------------- |
| Insurrextion (2002)               | Rebellion (2002)                    | ECW One Night Stand (2006)       |
| Armageddon (2003)                 | Vengeance (2003)                    | ECW December to Dismember (2006) |
| Bad Blood (2003-2004)             | No Mercy (2003-2006)                |                                  |
| Unforgiven (2003-2006)            | Judgment Day (2004-2006)            |                                  |
| Backlash (2004-2006)              | The Great American Bash (2004-2006) |                                  |
| Vengeance (2004-2006)             | Armageddon (2004-2006)              |                                  |
| Cyber Sunday (2004-2006)          | No Way Out (2004-2007)              |                                  |
| New Year's Revolution (2005-2007) |                                     |                                  |

## Le calendrier détaillé de la première Brand Extension

### 2002
| Événement         | Date              | Ville                        | Lieu                               | Main Event |
| ----------------- | ----------------- | ---------------------------- | ---------------------------------- | --- |
| Royal Rumble      | 20 janvier 2002   | Atlanta (Géorgie)            | Philips Arena                      | 30-man Royal Rumble match. |
| No Way Out        | 17 février 2002   | Milwaukee (Wisconsin)        | Bradley Center                     | Chris Jericho (c) contre Stone Cold pour l'Undisputed WWF Championship |
| Wrestlemania X8   | 17 mars 2002      | Toronto (Ontario)            | SkyDome                            | Chris Jericho (c) contre Triple H pour l'Undisputed WWF Championship |
| Backlash          | 21 avril 2002     | Kansas City (Missouri)       | Kemper Arena                       | Triple H (c) contre Hulk Hogan pour l'Undisputed WWF Championship |
| Insurrextion (en) | 4 mai 2002        | Brent (Londres)              | Wembley Arena                      | Triple H contre l'Undertaker |
| Judgment Day      | 19 mai 2002       | Nashville (Tennessee)        | Gaylord Entertainment Center       | Hulk Hogan (c) contre l'Undertaker pour l'Undisputed WWE Championship |
| King of the Ring  | 23 juin 2002      | Columbus (Ohio)              | Nationwide Arena                   | Undertaker (c) contre Triple H pour l'Undisputed WWE Championship |
| Vengeance         | 21 juillet 2002   | Detroit (Michigan)           | Joe Louis Arena                    | Undertaker (c) contre The Rock contre Kurt Angle dans un Triple threat match pour l'Undisputed WWE Championship                                                                 |
| Summerslam        | 25 août 2002      | Uniondale (New York)         | Nassau Veterans Memorial Colisseum | The Rock (c) contre Brock Lesnar pour l'Undisputed WWE Championship |
| Unforgiven (en)   | 22 septembre 2002 | Los Angeles (Californie)     | Staples Center                     | Brock Lesnar (c) contre Undertaker pour l'Undisputed WWE Championship |
| No Mercy          | 20 octobre 2002   | North Little Rock (Arkansas) | Alltel Arena                       | Brock Lesnar (c) contre Undertaker dans un match Hell in a Cell pour le WWE Championship                                                                                        |
| Rebellion (en)    | 26 octobre 2002   | Manchester (Angleterre)      | Manchester Evening News Arena      | Brock Lesnar (c) et Paul Heyman contre Edge dans un match handicap 2-1 pour le WWE Championship                                                                                 |
| Survivor Series   | 17 novembre 2002  | New York                     | Madison Square Garden              | Triple H (c) contre Shawn Michaels contre Rob Van Dam contre Kane contre Booker T contre Chris Jericho dans un Elimination Chamber match pour le World Heavyweight Championship |
| Armageddon        | 15 décembre 2002  | Sunrise (Floride)            | Office Depot Center                | Shawn Michaels (c) contre Triple H dans un match Three stages of Hell (street fight, steel cage et ladder match) pour le World Heavyweight Championship                         |

### 2003
| Événement         | Date              | Ville                        | Lieu                     | Main Event |
| ----------------- | ----------------- | ---------------------------- | ------------------------ | --- |
| Royal Rumble      | 19 janvier 2003   | Boston (Massachusetts)       | Fleet Center             | 30-man Royal Rumble match |
| No Way Out        | 23 février 2003   | Montreal (Québec)            | Bell Center              | Hulk Hogan contre The Rock |
| Wrestlemania XIX  | 30 mars 2003      | Seattle (Washington)         | Safeco Field             | Kurt Angle (c) contre Brock Lesnar pour le WWE Championship |
| Backlash          | 27 avril 2003     | Worcester (Massachusetts)    | Worcester Centrum        | Goldberg contre The Rock |
| Judgment Day      | 18 mai 2003       | Charlotte (Caroline du Nord) | Charlotte Coliseum       | Brock Lesnar (c) contre Big Show dans un stretcher match pour le WWE Championship |
| Insurrextion (en) | 7 juin 2003       | Newcastle (Angleterre)       | Telewest Arena (en)      | Triple H (c) contre Kevin Nash dans un match street fight pour le World Heavyweight Championship                                                                                      |
| Bad Blood         | 15 juin 2003      | Houston (Texas)              | Compaq Center            | Triple H (c) contre Kevin Nash dans un match Hell in a Cell pour le World Heavyweight Championship                                                                                    |
| Vengeance         | 27 juillet 2003   | Denver (Colorado)            | Pepsi Center             | Brock Lesnar (c) contre Kurt Angle contre Big Show dans un match triple threat pour le WWE Championship                                                                               |
| Summerslam        | 24 août 2003      | Phoenix (Arizona)            | America West Arena       | Triple H (c) contre Goldberg contre Shawn Michaels contre Kevin Nash contre Chris Jericho contre Randy Orton dans un match Elimination Chamber pour le World Heavyweight Championship |
| Unforgiven (en)   | 21 septembre 2003 | Hershey (Pennsylvanie)       | Giant Center (en)        | Triple H (c) contre Goldberg pour le World Heavyweight Championship |
| No Mercy          | 19 octobre 2003   | Baltimore (Maryland)         | 1st Mariner Arena        | Brock Lesnar (c) contre Undertaker dans un match biker chain pour le WWE Championship                                                                                                 |
| Survivor Series   | 16 novembre 2003  | Dallas (Texas)               | American Airlines Center | Goldberg (c) contre Triple H pour le World Heavyweight Championship |
| Armageddon        | 14 décembre 2003  | Orlando (Floride)            | TD Waterhouse Center     | Goldberg (c) contre Triple H contre Kane dans un match triple threat pour le World Heavyweight Championship                                                                           |

### 2004
| Événement               | Date              | Ville                        | Lieu                       | Main Event |
| ----------------------- | ----------------- | ---------------------------- | -------------------------- | --- |
| Royal Rumble            | 25 janvier 2004   | Philadelphie (Pennsylvanie)  | Wachovia Center            | 30-man Royal Rumble match |
| No Way Out              | 15 février 2004   | Daly City (Californie)       | Cow Palace                 | Brock Lesnar (c) contre Eddie Guerrero pour le WWE Championship                                                                                              |
| Wrestlemania XX         | 14 mars 2004      | New York                     | Madison Square Garden      | Triple H (c) contre Chris Benoit contre Shawn Michaels dans un match triple threat pour le World Heavyweight Championship                                    |
| Backlash                | 18 avril 2004     | Edmonton (Canada)            | Rexall Place               | Chris Benoit (c) contre Shawn Michaels contre Triple H dans un match triple threat pour le World Heavyweight Championship                                    |
| Judgment Day            | 16 mai 2004       | Los Angeles (Californie)     | Staples Center             | Eddie Guerrero (c) contre John Bradshaw Layfield pour le WWE Championship                                                                                    |
| Bad Blood               | 13 juin 2004      | Columbius (Ohio)             | Nationwide Arena           | Shawn Michaels contre Triple H dans un match Hell in a Cell                                                                                                  |
| The Great American Bash | 27 juin 2004      | Norfolk (Virginie)           | Norfolk Scope              | Undertaker contre Dudley Boyz (Bubba Ray Dudley et D-Von Dudley) dans un match handicap concrete crypt 2 contre 1                                            |
| Vengeance               | 11 juillet 2004   | Hartford (Connecticut)       | Hartford Civic Center      | Chris Benoit (c) contre Triple H pour le World Heavyweight Championship                                                                                      |
| Summerslam              | 15 août 2004      | Toronto (Canada)             | Air Canada Centre          | Chris Benoit (c) contre Randy Orton pour le World Heavyweight Championship                                                                                   |
| Unforgiven (en)         | 12 septembre 2004 | Portland (Oregon)            | Rose Garden Arena          | Randy Orton (c) contre Triple H pour le World Heavyweight Championship                                                                                       |
| No Mercy                | 3 octobre 2004    | East Rutherford (New Jersey) | Continental Airlines Arena | John Bradshaw Layfield (c) contre Undertaker dans un match last ride pour le WWE Championship                                                                |
| Taboo Tuesday (en)      | 19 octobre 2004   | Milwaukee (Winsconsin)       | Bradley Center             | Randy Orton contre Ric Flair dans un steel cage match |
| Survivor Series         | 14 novembre 2004  | Cleveland (Ohio)             | Gund Arena                 | Randy Orton, Chris Benoit, Chris Jericho et Maven contre Evolution (Triple H et Batista), Edge et Gene Snitsky dans un 4 contre 4 Survivor Series match (en) |
| Armageddon              | 12 décembre 2004  | Duluth (Georgie)             | Gwinnett Arena             | John Bradshaw Layfield (c) contre Undertaker contre Eddie Guerrero contre Booker T dans un fatal four way pour le WWE Championship                           |

### 2005
| Événement               | Date              | Ville                      | Lieu                   | Main Event |
| ----------------------- | ----------------- | -------------------------- | ---------------------- | --- |
| New Year's Revolution   | 9 janvier 2005    | Hato Rey Norte             | Coliseo de Puerto Rico | Randy Orton contre Chris Benoit contre Chris Jericho contre Triple H contre Batista contre Edge dans un match Elimination Chamber pour le titre vacant World Heavyweight Championship                                     |
| Royal Rumble            | 30 janvier 2005   | Fresno (Californie)        | Save Mart Center       | 30-man Royal Rumble match |
| No Way Out              | 20 février 2005   | Pittsburgh (Pennsylvanie)  | Mellon Arena           | John Bradshaw Layfield (c) contre Big Show dans un barbed wire steel cage match pour le WWE Championship |
| Wrestlemania 21         | 3 avril 2005      | Los Angeles (Californie)   | Staples Center         | Triple H (c) contre Batista pour le World Heavyweight Championship |
| Backlash                | 1er mai 2005      | Manchester (New Hampshire) | Verizon Wireless Arena | Batista (c) contre Triple H pour le World Heavyweight Championship |
| Judgment Day            | 22 mai 2005       | Minneapolis (Minnesota)    | Target Center          | John Cena (c) contre John Bradshaw Layfield dans un "I quit" match pour le WWE Championship |
| ECW One Night Stand     | 12 juin 2005      | New York                   | Hammerstein Ballroom   | Tommy Dreamer et The Sandman contre Dudley Boyz (Bubba Ray Dudley et D-Von Dudley) dans un tag team match |
| Vengeance               | 26 juin 2005      | Paradise (Nevada)          | Thomas & Mack Center   | Batista (c) contre Triple H dans un match Hell in a Cell pour le World Heavyweight Championship |
| The Great American Bash | 24 juillet 2005   | Buffalo (New York)         | HSBC Arena             | Batista (c) contre John Bradshaw Layfield pour le World Heavyweight Championship |
| Summerslam              | 21 août 2005      | Washington D.C.            | MCI Center             | Hulk Hogan contre Shawn Michaels |
| Unforgiven              | 18 septembre 2005 | Oklahoma City (Oklahoma)   | Ford Center            | John Cena (c) contre Kurt Angle pour le WWE Championship |
| No Mercy                | 9 octobre 2005    | Houston (Texas)            | Toyota Center          | Batista (c) contre Eddie Guerrero pour le World Heavyweight Championship |
| Taboo Tuesday           | 1er novembre 2005 | San Diego (Californie)     | iPayOne Center         | John Cena (c) contre Shawn Michaels contre Kurt Angle dans un triple threat match pour le WWE Championship |
| Survivor Series         | 27 novembre 2005  | Detroit (Michigan)         | Joe Louis Arena        | Équipe Raw (Shawn Michaels, Big Show, Kane, Carlito et Chris Masters) contre Équipe Smackdown (Batista, Rey Mysterio, Bobby Lashley, Randy Orton et John Bradshaw Layfield) dans un match Survivor Series (en) 5 contre 5 |
| Armageddon              | 18 décembre 2005  | Providence (Rhode Island)  | Dunkin' Donuts Center  | Undertaker contre Randy Orton dans un match Hell in a Cell |

### 2006
| Événement               | Date              | Ville                        | Lieu                    | Main Event |
| ----------------------- | ----------------- | ---------------------------- | ----------------------- | --- |
| New Year's Revolution   | 8 janvier 2006    | Albany (New York)            | Pepsi Arena             | John Cena (c) contre Edge pour le WWE Championship |
| Royal Rumble            | 29 janvier 2006   | Miami (Floride)              | American Airlines Arena | Kurt Angle (c) contre Mark Henry pour le World Heavyweight Championship |
| No Way Out              | 19 février 2006   | Baltimore (Maryland)         | 1st Mariner Arena       | Kurt Angle (c) contre Undertaker pour le World Heavyweight Championship |
| Wrestlemania 22         | 2 avril 2006      | Rosemont (Illinois)          | Allstate Arena          | John Cena (c) contre Triple H pour le WWE Championship |
| Backlash                | 30 avril 2006     | Lexington (Kentucky)         | Rupp Arena              | John Cena (c) contre Triple H contre Edge dans un triple threat match pour le WWE Championship                                                                                 |
| Judgment Day            | 21 mai 2006       | Phoenix (Arizona)            | US Airways Center       | Rey Mysterio (c) contre John Bradshaw Layfield pour le World Heavyweight Championship                                                                                          |
| One Night Stand         | 11 juin 2006      | New York                     | Hammerstein Ballroom    | John Cena (c) contre Rob Van Dam dans un Extreme Rules match pour le WWE Championship                                                                                          |
| Vengeance               | 25 juin 2006      | Charlotte (Caroline du Nord) | Charlotte Bobcats Arena | D-Generation X (Triple H et Shawn Michaels) contre Spirit Squad (Kenny, Johnny (en), Mitch (en), Nicky et Mikey) dans un match handicap 2 contre 5                             |
| The Great American Bash | 23 juillet 2006   | Indianapolis (Indiana)       | Conseco Filedhouse      | Rey Mysterio (c) contre King Booker pour le World Heavyweight Championship |
| Summerslam              | 20 août 2006      | Boston (Massachusetts)       | TD Banknorth Garden     | Edge (c) contre John Cena pour le WWE Championship |
| Unforgiven              | 17 septembre 2006 | Toronto (Canada)             | Air Canada Centre       | Edge (c) contre John Cena dans un Tables, Ladders and Chairs match pour le WWE Championship                                                                                    |
| No Mercy                | 8 octobre 2006    | Raleigh (Caroline du Nord)   | RBC Center              | King Booker (c) contre Batista contre Bobby Lashley contre Finlay dans un fatal four way pour le World Heavyweight Championship                                                |
| Cyber Sunday            | 5 novembre 2006   | Cincinnati (Ohio)            | U.S. Bank Arena         | King Booker (c) contre John Cena contre Big Show dans un triple threat match pour le World Heavyweight Championship                                                            |
| Survivor Series         | 26 novembre 2006  | Philadelphie (Pennsylvanie)  | Wachovia Center         | King Booker (c) contre Batista pour le World Heavyweight Championship |
| December to Dismember   | 3 décembre 2006   | Augusta (Georgie)            | James Brown Arena       | Big Show (c) contre Rob Van Dam contre Bobby Lashley contre CM Punk contre Test contre Hardcore Holly dans un extreme Elimination Chamber match pour le ECW World Championship |
| Armageddon              | 17 décembre 2006  | Richmond (Virginie)          | Richmond Coliseum (en)  | Batista et John Cena contre King Booker et Finlay dans un tag team match |

### 2007
| Événement                      | Date              | Ville                        | Lieu                                 | Main Event |
| ------------------------------ | ----------------- | ---------------------------- | ------------------------------------ | --- |
| New Year's Revolution          | 7 janvier 2007    | Kansas City (Missouri)       | Kemper Arena                         | John Cena (c) contre Umaga pour le WWE Championship                                                                                   |
| Royal Rumble                   | 28 janvier 2007   | San Antonio (Texas)          | AT&T Center                          | 30-man Royal Rumble match |
| No Way Out                     | 18 février 2007   | Los Angeles (Californie)     | Staples Center                       | Batista et Undertaker contre John Cena et Shawn Michaels dans un tag team match                                                       |
| Wrestlemania 23                | 1er avril 2007    | Detroit (Michigan)           | Ford Field                           | John Cena (c) contre Shawn Michaels pour le WWE Championship                                                                          |
| Backlash                       | 29 avril 2007     | Atlanta (Georgie)            | Philips Arena                        | John Cena (c) contre Shawn Michaels contre Edge contre Randy Orton dans un fatal four way pour le WWE Championship                    |
| Judgment Day                   | 20 mai 2007       | St. Louis (Missouri)         | Scottrade Center                     | John Cena (c) contre The Great Khali pour le WWE Championship                                                                         |
| One Night Stand                | 3 juin 2007       | Jacksonville (Floride)       | Jacksonville Veterans Memorial Arena | John Cena (c) contre The Great Khali dans un falls count anywhere match pour le WWE Championship                                      |
| Vengeance : Night of Champions | 24 juin 2007      | Houston (Texas)              | Toyota Center                        | John Cena (c) contre Bobby Lashley contre Mick Foley contre Randy Orton contre King Booker dans un match a 5 pour le WWE Championship |
| The Great American Bash        | 22 juillet 2007   | San Jose (Californie)        | HP Pavilion                          | John Cena (c) contre Bobby Lashley pour le WWE Championship                                                                           |
| Summerslam                     | 26 août 2007      | East Rutherford (New Jersey) | Continental Airlines Arena           | John Cena (c) contre Randy Orton pour le WWE Championship                                                                             |
| Unforgiven (en)                | 16 septembre 2007 | Memphis (Tennessee)          | FedExForum                           | Undertaker contre Mark Henry |
| No Mercy                       | 7 octobre 2007    | Rosemond (Illinois)          | Allstate Arena                       | Triple H (c) contre Randy Orton dans un last man standing pour le WWE Championship                                                    |
| Cyber Sunday                   | 28 octobre 2007   | Washington D.C.              | Verizon Center                       | Batista (c) contre Undertaker pour le World Heavyweight Championship                                                                  |
| Survivor Series                | 18 novembre 2007  | Miami (Floride)              | American Airlines Arena              | Batista (c) contre Undertaker dans un match Hell in a Cell pour le World Heavyweight Championship                                     |
| Armageddon                     | 16 décembre 2007  | Pittsburgh (Pennsylvanie)    | Mellon Arena                         | Batista (c) contre Undertaker contre Edge dans un triple threat match pour le World Heavyweight Championship                          |

### Deuxième Brand Extension (2016-2018)
Depuis le 19 juillet 2016, SmackDown est diffusé sur USA Network (chaîne qui diffuse également RAW) en direct tous les mardis. L'objectif est de remonter les audiences de SmackDown . La Brand Extension est de retour avec deux rosters de superstars distincts pour chaque show et aussi des PPV exclusifs. SmackDown perd ainsi son statut de B-Show pour redevenir un show équivalent à Raw.
| RAW (2016-2018)            | SmackDown (2016-2018)      | particularité (2018-)        | NXT (2014-) ou NXT UK (2018-2022) |
| -------------------------- | -------------------------- | ---------------------------- | --------------------------------- |
| Clash of Champions (2016)  | No Mercy (2016)            | Greatest Royal Rumble (2018) | NXT Arrival (2014)                |
| Hell in a Cell (2016)      | TLC (2016)                 | Evolution (2018)             | NXT Takeover (2014-)              |
| Roadblock (2016)           | Backlash (2016-2017)       | Super Show-Down (2018-)      | NXT Takeover UK (2018-)           |
| Fastlane (2017)            | Elimination Chamber (2017) | Crown Jewel (2018)           |                                   |
| Payback (2017)             | Money in the Bank (2017)   | SummerSlam (2018)            |                                   |
| Extreme Rules (2017)       | Battleground (2017)        |                              |                                   |
| Great Balls of Fire (2017) | Hell in a Cell (2017)      |                              |                                   |
| No Mercy (2017)            | Clash of Champions (2017)  |                              |                                   |
| TLC (2017)                 | Fastlane (2018)            |                              |                                   |
| Elimination Chamber (2018) |                            |                              |                                   |

## Le calendrier détaillé de la deuxième Brand Extension

### 2016
Pay-per-view exclusif à Raw
 Pay-per-view pour Raw et Smackdown
 Pay-per-view exclusif à Smackdown
 Pay-per-view exclusif à NXT
| Événement                       | Date              | Ville                     | Lieu                     | Main Event                                                                                          |
| ------------------------------- | ----------------- | ------------------------- | ------------------------ | --------------------------------------------------------------------------------------------------- |
| NXT TakeOver: Brooklyn II       | 20 août 2016      | Brooklyn (New York)       | Barclays Center          | Samoa Joe (c) contre Shinsuke Nakamura pour le NXT Championship                                     |
| SummerSlam                      | 21 août 2016      | Brooklyn (New York)       | Barclays Center          | Randy Orton contre Brock Lesnar (avec Paul Heyman)                                                  |
| Backlash                        | 11 septembre 2016 | Richmond (Virginie)       | Richmond Coliseum        | Dean Ambrose (c) contre AJ Styles pour le WWE Championship                                          |
| Clash of Champions              | 25 septembre 2016 | Indianapolis (Indiana)    | Bankers Life Fieldhouse  | Kevin Owens (c) contre Seth Rollins pour le WWE Universal Championship                              |
| No Mercy                        | 9 octobre 2016    | Sacramento (Californie)   | Golden 1 Center          | Randy Orton contre Bray Wyatt                                                                       |
| Hell in a Cell                  | 30 octobre 2016   | Boston (Massachusetts)    | TD Garden                | Sasha Banks (c) contre Charlotte dans un Hell in a Cell Match pour le WWE Raw Women's Championship  |
| NXT TakeOver: Toronto           | 19 novembre 2016  | Toronto (Ontario)         | Air Canada Centre        | Shinsuke Nakamura (c) contre Samoa Joe pour le NXT Championship                                     |
| Survivor Series                 | 20 novembre 2016  | Toronto (Ontario)         | Air Canada Centre        | Goldberg contre Brock Lesnar                                                                        |
| TLC: Tables, Ladders and Chairs | 4 décembre 2016   | Dallas (Texas)            | American Airlines Center | AJ Styles (c) contre Dean Ambrose dans un Tables, Ladders and Chairs match pour le WWE Championship |
| Roadblock: End of the Line      | 18 décembre 2016  | Pittsburgh (Pennsylvanie) | PPG Paints Arena         | Kevin Owens (c) contre Roman Reigns pour le WWE Universal Championship                              |

### 2017
Pay-per-view exclusif à Raw
 Pay-per-view pour Raw et Smackdown
 Pay-per-view exclusif à Smackdown
 Pay-per-view exclusif à NXT
| Événement                     | Date              | Ville                       | Lieu                       | Main Event |
| ----------------------------- | ----------------- | --------------------------- | -------------------------- | --- |
| NXT TakeOver: San Antonio     | 28 janvier 2017   | San Antonio (Texas)         | Alamodome                  | Shinsuke Nakamura (c) contre Bobby Roode pour le NXT Championship |
| Royal Rumble                  | 29 janvier 2017   | San Antonio (Texas)         | Alamodome                  | 30-man Royal Rumble match. Le vainqueur gagne un match pour le WWE Championship ou le WWE Universal Championship à WrestleMania 33 |
| Elimination Chamber           | 12 février 2017   | Phoenix (Arizona)           | Talking Stick Resort Arena | John Cena (c) contre AJ Styles contre Baron Corbin contre Bray Wyatt contre Dean Ambrose contre The Miz dans un Elimination Chamber match pour le WWE Championship. Le vainqueur de ce match affrontera Randy Orton à WrestleMania 33              |
| Fastlane                      | 5 mars 2017       | Milwaukee (Wisconsin)       | Bradley Center             | Kevin Owens (c) contre Goldberg pour le WWE Universal Championship |
| NXT TakeOver: Orlando         | 1er avril 2017    | Orlando (Floride)           | Amway Center               | Bobby Roode (c) contre Shinsuke Nakamura pour le NXT Championship |
| WrestleMania 33               | 2 avril 2017      | Orlando (Floride)           | Camping World Stadium      | The Undertaker contre Roman Reigns dans un No Holds Barred match |
| Payback                       | 30 avril 2017     | San José (Californie)       | SAP Center                 | Braun Strowman contre Roman Reigns |
| NXT Takeover: Chicago         | 20 mai 2017       | Rosemont (Illinois)         | Amway Center               | The Authors of Pain (c) (Akam et Rezar) (avec Paul Ellering) contre #DIY (Johnny Gargano et Tommaso Ciampa) pour le NXT Tag Team Championship |
| Backlash                      | 21 mai 2017       | Chicago (Illinois)          | Allstate Arena             | Randy Orton (c) contre Jinder Mahal pour le WWE Championship |
| Extreme Rules                 | 4 juin 2017       | Baltimore (Maryland)        | Royal Farms Arena          | Roman Reigns contre Seth Rollins contre Finn Bálor contre Bray Wyatt contre Samoa Joe dans un Extreme Rules Fatal 5-Way match pour déterminer l'aspirant numéro 1 au WWE Universal Championship détenu par Brock Lesnar                            |
| Money in the Bank             | 18 juin 2017      | Saint-Louis (Missouri)      | Scottrade Center           | AJ Styles contre Shinsuke Nakamura contre Dolph Ziggler contre Sami Zayn contre Baron Corbin contre Kevin Owens dans un Money in the Bank Ladder match pour un contrat pour un match pour le WWE Championship                                      |
| Great Balls of Fire           | 9 juillet 2017    | Dallas (Texas)              | American Airlines Center   | Brock Lesnar (c) contre Samoa Joe pour le WWE Universal Championship |
| Battleground                  | 23 juillet 2017   | Philadelphie (Pennsylvanie) | Wells Fargo Center         | Jinder Mahal (c) contre Randy Orton dans un Punjabi Prison match pour le WWE Championship |
| NXT Takeover: Brooklyn III    | 19 août 2017      | Brooklyn (New York)         | Barclays Center            | Bobby Roode (c) contre Drew McIntyre pour le NXT Championship |
| SummerSlam                    | 20 août 2017      | Brooklyn (New York)         | Barclays Center            | Brock Lesnar (c) contre Braun Strowman contre Roman Reigns contre Samoa Joe dans un Fatal 4-Way match pour le WWE Universal Championship. Si Brock Lesnar perd, lui et Paul Heyman quitteront la WWE                                               |
| No Mercy                      | 24 septembre 2017 | Los Angeles (Californie)    | Staples Center             | Brock Lesnar (c) contre Braun Strowman pour le WWE Universal Championship |
| Hell in a Cell                | 8 octobre 2017    | Detroit (Michigan)          | Little Caesars Arena       | Kevin Owens contre Shane McMahon dans un Falls Count Anywhere Hell in a Cell match |
| TLC: Tables, Ladders & Chairs | 22 octobre 2017   | Minneapolis (Minnesota)     | Target Center              | The Shield (Seth Rollins et Dean Ambrose) et Kurt Angle contre Braun Strowman, Sheamus, Cesaro, The Miz et Kane dans un Tables, Ladders and Chairs Handicap 3-on-5 match                                                                           |
| NXT TakeOver: WarGames        | 18 novembre 2017  | Houston (Texas)             | Toyota Center              | SAnitY (Alexander Wolfe, Eric Young et Killian Dain) contre The Authors of Pain (Akam et Rezar) et Roderick Strong contre The Undisputed Era (Adam Cole, Bobby Fish et Kyle O'Reilly) dans un WarGames match                                       |
| Survivor Series               | 19 novembre 2017  | Houston (Texas)             | Toyota Center              | Team RAW (Kurt Angle, Triple H, Braun Strowman, Finn Bálor et Samoa Joe) contre Team Smackdown Live (Shane McMahon, Randy Orton, John Cena, Bobby Roode et Shinsuke Nakamura) dans un Traditional Survivor Series Men's Elimination Tag Team match |
| Clash of Champions            | 17 décembre 2017  | Boston (Massachusetts)      | TD Garden                  | AJ Styles (c) contre Jinder Mahal pour le WWE Championship |

### 2018
Pay-per-view exclusif à Raw
 Pay-per-view exclusif à Smackdown
 Pay-per-view  exclusif aux hommes de la WWE
 Pay-per-view exclusif à NXT
| Événement                       | Date              | Ville                        | Lieu                              | Main Event |
| ------------------------------- | ----------------- | ---------------------------- | --------------------------------- | --- |
| NXT TakeOver: Philadelphia      | 27 janvier 2018   | Philadelphie (Pennsylvanie)  | Wells Fargo Center                | Andrade "Cien" Almas (c) contre Johnny Gargano pour le NXT Championship |
| Royal Rumble                    | 28 janvier 2018   | Philadelphie (Pennsylvanie)  | Wells Fargo Center                | 30-Women's Royal Rumble match |
| Elimination Chamber             | 25 février 2018   | Paradise (Nevada)            | T-Mobile Arena                    | Braun Strowman contre Elias contre John Cena contre Roman Reigns contre The Miz contre Finn Bálor contre Seth Rollins dans un Elimination Chamber match                         |
| Fastlane                        | 11 mars 2018      | Columbus (Ohio)              | Nationwide Arena                  | AJ Styles (c) contre Sami Zayn contre Kevin Owens contre Dolph Ziggler contre Baron Corbin contre John Cena dans un Six-Pack Challenge pour le WWE Championship                 |
| NXT TakeOver: New Orleans       | 7 avril 2018      | Nouvelle-Orléans (Louisiane) | Smoothie King Center              | Johnny Gargano contre Tommaso Ciampa dans un Unsantionned match Si Johnny Gargano gagne, il reste à la NXT                                                                      |
| WrestleMania 34                 | 8 avril 2018      | Nouvelle-Orléans (Louisiane) | Mercedes-Benz Superdome           | Brock Lesnar (c) contre Roman Reigns pour le WWE Universal Championship |
| Greatest Royal Rumble           | 27 avril 2018     | Jeddah ( Arabie saoudite)    | King Abdullah Sports City Stadium | 50-Man Royal Rumble match |
| Backlash                        | 6 mai 2018        | Newark (New Jersey)          | Prudential Center                 | Roman Reigns contre Samoa Joe |
| NXT TakeOver: Chicago II        | 16 juin 2018      | Rosemont (Illinois)          | Allstate Arena                    | Tommaso Ciampa contre Johnny Gargano dans un Chicago Street Fight |
| Money in the Bank               | 17 juin 2018      | Chicago (Illinois)           | Allstate Arena                    | Bobby Roode contre Braun Strowman contre Finn Bálor contre Kevin Owens contre Kofi Kingston contre Rusev contre Samoa Joe contre The Miz dans le Money in the Bank Ladder match |
| Extreme Rules                   | 15 juillet 2018   | Pittsburgh (Pennsylvanie)    | PPG Paints Arena                  | Dolph Ziggler (c) contre Seth Rollins dans un Iron Man match de 30 minutes pour le WWE Intercontinental Championship                                                            |
| NXT TakeOver: Brooklyn IV       | 18 août 2018      | Brooklyn (New York)          | Barclays Center                   | Tommaso Ciampa (c) contre Johnny Gargano dans un Last Man Standing match pour le NXT Championship                                                                               |
| SummerSlam                      | 19 août 2018      | Brooklyn (New York)          | Barclays Center                   | Brock Lesnar (c) contre Roman Reigns pour le WWE Universal Championship |
| Hell in a Cell                  | 16 septembre 2018 | San Antonio (Texas)          | AT&T Center                       | Roman Reigns (c) contre Braun Strowman dans un Hell in a Cell match pour le WWE Universal Championship                                                                          |
| Super Show-Down                 | 6 octobre 2018    | Melbourne ( Australie)       | Melbourne Cricket Ground          | Triple H (avec Shawn Michaels) contre The Undertaker (avec Kane) dans un No Disqualificaton match                                                                               |
| Evolution                       | 28 octobre 2018   | Uniondale (New York)         | Nassau Veterans Memorial Coliseum | Ronda Rousey (c) contre Nikki Bella (avec Brie Bella) pour le WWE Raw Women's Championship                                                                                      |
| Crown Jewel                     | 2 novembre 2018   | Riyad ( Arabie saoudite)     | King Saoud University Stadium     | D-Generation X (Triple H et Shawn Michaels) contre The Brothers of Destruction (The Undertaker et Kane)                                                                         |
| NXT TakeOver: WarGames II       | 17 novembre 2018  | Los Angeles (Californie)     | Staples Center                    | Ricochet, Pete Dunne et The Viking Raiders (Hanson et Rowe) contre The Undisputed Era (Adam Cole, Bobby Fish, Kyle O'Reilly et Roderick Strong) dans un WarGames match          |
| Survivor Series                 | 18 novembre 2018  | Los Angeles (Californie)     | Staples Center                    | Brock Lesnar contre Daniel Bryan |
| TLC: Tables, Ladders and Chairs | 16 décembre 2018  | Boston (Massachusetts)       | TD Garden                         | Becky Lynch (c) contre Charlotte Flair contre Asuka dans un Tables, Ladders and Chairs match pour le WWE SmackDown Women's Championship                                         |

### 2019
Pay-per-view exclusif à NXT
 Pay-per-view exclusif à NXT UK
 Pay-per-view International ou/et exclusif aux hommes 
| Événement                       | Date              | Ville                        | Lieu                            | Main Event |
| ------------------------------- | ----------------- | ---------------------------- | ------------------------------- | --- |
| NXT UK TakeOver: Blackpool      | 12 janvier 2019   | Blackpool                    | Empress Ballroom                | Pete Dunne (c) contre Joe Coffey pour le WWE United Kingdom Championship |
| NXT TakeOver: Phoenix           | 26 janvier 2019   | Phoenix (Arizona)            | Talking Stick Resort Arena      | Tommaso Ciampa (c) contre Aleister Black pour le NXT Championship |
| Royal Rumble                    | 27 janvier 2019   | Phoenix (Arizona)            | Chase Field                     | 30-Man Royal Rumble match |
| Elimination Chamber             | 17 février 2019   | Houston (Texas)              | (Toyota Center)                 | Daniel Bryan (c) contre AJ Styles contre Jeff Hardy contre Randy Orton contre Samoa Joe contre Kofi Kingston dans un Elimination Chamber match pour le WWE Championship                                 |
| Fastlane                        | 10 mars 2019      | Columbus (Ohio)              | Quicken Loans Arena             | The Shield (Roman Reigns, Dean Ambrose et Seth Rollins) contre Baron Corbin, Drew McIntyre et Bobby Lashley dans un 6-Man Tag Team match                                                                |
| NXT TakeOver: New York          | 5 avril 2019      | Brooklyn (New York) ,        | Barclays Center                 | Johnny Gargano contre Adam Cole pour le NXT Championship vacant dans un Two Out of Three Falls match |
| WrestleMania 35                 | 7 avril 2019      | East Rutherford (New Jersey) | MetLife Stadium                 | Ronda Rousey (c) contre Becky Lynch contre Charlotte Flair (c) dans un Winner Take All Triple Threat match pour le WWE Raw Women's Championship et WWE SmackDown Women's Championship.                  |
| Money in the Bank               | 19 mai 2019       | Hartford Connecticut         | XL Center                       | Ricochet contre Drew McIntyre contre Baron Corbin contre Ali contre Finn Bálor contre Andrade contre Randy Orton dans le Money in the Bank Ladder match                                                 |
| NXT TakeOver: XXV               | 1er juin 2019     | Bridgeport (Connecticut)     | Webster Bank Arena              | Johnny Gargano (c) contre Adam Cole pour le NXT Championship |
| Super ShowDown                  | 7 juin 2019       | Djeddah ( Arabie saoudite)   | Stade Roi-Abdallah              | Goldberg contre The Undertaker |
| Stomping Grounds                | 23 juin 2019      | Tacoma (Washington)          | Tacoma Dome                     | Seth Rollins (c) contre Baron Corbin dans un No Disqualification, No Count Out match pour le WWE Universal Championship, avec comme arbitre spéciale Lacey Evans, choisie par le challenger.            |
| Extreme Rules                   | 14 juillet 2019   | Philadelphie (Pennsylvanie)  | Wells Fargo Center              | Seth Rollins (c) & Becky Lynch (c) contre Baron Corbin & Lacey Evans dans un Extreme Rules Winner Takes All Mixed Tag Team match pour le WWE Universal Championship et le WWE Raw Women's Championship. |
| NXT TakeOver: Toronto           | 10 août 2019      | Toronto (Ontario) Canada     | Scotiabank Arena                | Adam Cole (c) contre Johnny Gargano dans un Two Out of Three Falls match pour le NXT Championship. |
| SummerSlam                      | 11 août 2019      | Toronto (Ontario) Canada     | Scotiabank Arena                | Brock Lesnar (c) contre Seth Rollins pour le WWE Universal Championship. |
| NXT UK TakeOver: Cardiff        | 31 août 2019      | Cardiff (Pays de Galles)     | Motorpoint Arena Cardiff        | Walter (c) contre Tyler Bate pour le WWE United Kingdom Championship |
| Clash of Champions              | 15 septembre 2019 | Charlotte (Caroline du Nord) | Spectrum Center                 | Seth Rollins (c) contre Braun Strowman pour le WWE Universal Championship |
| Hell in a Cell                  | 6 octobre 2019    | Sacramento (Californie)      | Golden 1 Center                 | Seth Rollins (c) contre The Fiend Bray Wyatt dans un Hell in a Cell match pour le WWE Universal Championship                                                                                            |
| Crown Jewel                     | 31 octobre 2019   | Riyad ( Arabie saoudite)     | Stade international du Roi-Fahd | Seth Rollins (c) contre The Fiend Bray Wyatt pour le WWE Universal Championship dans un Falls Count Anywhere match (le match ne peut être stoppé par aucune raison)                                     |
| NXT TakeOver: WarGames III      | 23 novembre 2019  | Illinois Rosemont            | Allstate Arena                  | Tommaso Ciampa, Keith Lee, Dominik Dijakovic et Kevin Owens contre The Undisputed Era (Adam Cole, Bobby Fish, Kyle O'Reilly et Roderick Strong) dans un WarGames match                                  |
| Survivor Series                 | 24 novembre 2019  | Illinois Rosemont            | Allstate Arena                  | Becky Lynch contre Bayley contre Shayna Baszler |
| TLC: Tables, Ladders and Chairs | 15 décembre 2019  | Minneapolis, Minnesota       | Target Center                   | Asuka et Kairi Sane contre Becky Lynch et Charlotte Flair dans un Tables, Ladders & Chairs Tag Team match pour le WWE Women's Tag Team Championship                                                     |

### 2020
Pay-per-view exclusif à NXT
 Pay-per-view exclusif à NXT UK
 Pay-per-view International ou/et exclusif aux hommes
| Événement                     | Date              | Ville                                      | Lieu                                     | Main Event |
| ----------------------------- | ----------------- | ------------------------------------------ | ---------------------------------------- | --- |
| NXT UK TakeOver: Blackpool II | 12 janvier 2020   | Blackpool                                  | Empress Ballroom                         | Walter (c) contre Joe Coffey pour le WWE United Kingdom Championship |
| Worlds Collide                | 25 janvier 2020   | Houston (Texas)                            | Toyota Center                            | Imperium (Walter, Fabian Aichner, Marcel Barthel & Alexander Wolfe) contre The Undisputed Era (Adam Cole, Kyle O'Reilly, Bobby Fish & Roderick Strong) |
| Royal Rumble                  | 26 janvier 2020   | Houston (Texas)                            | Minute Maid Park                         | 30-Man Royal Rumble match |
| NXT TakeOver: Portland        | 16 février 2020   | Portland (Oregon)                          | Moda Center                              | Adam Cole (c) contre Tommaso Ciampa pour le NXT Championship |
| Super ShowDown                | 27 février 2020   | Riyad ( Arabie saoudite)                   | Mohammed Abdu Arena                      | The Fiend Bray Wyatt (c) contre Goldberg pour le WWE Universal Championship |
| Elimination Chamber           | 8 mars 2020       | Philadelphie (Pennsylvanie)                | Wells Fargo Center                       | Asuka contre Liv Morgan contre Natalya contre Ruby Riott contre Sarah Logan contre Shayna Baszler dans un Elimination Chamber match pour un match de championnat à WrestleMania 36 pour le WWE Raw Women's Championship                                                                       |
| WrestleMania 36               | 4 et 5 avril 2020 | Orlando (Floride)                          | WWE Performance Center                   | The Undertaker contre AJ Styles dans un Boneyard match (4 avril) |
| WrestleMania 36               | 4 et 5 avril 2020 | Orlando (Floride)                          | WWE Performance Center                   | Brock Lesnar contre Drew McIntyre pour le WWE Championship (5 avril) |
| Money in the Bank             | 10 mai 2020       | Orlando (Floride) & Stamford (Connecticut) | WWE Performance Center & Siège de la WWE | Asuka contre Shayna Baszler contre Nia Jax contre Dana Brooke contre Lacey Evans contre Carmella dans le Money in the Bank Ladder match féminin Otis contre Rey Mysterio contre Aleister Black contre Daniel Bryan contre King Corbin contre AJ Styles dans le Money in the Bank Ladder match |
| NXT TakeOver: In Your House   | 7 juin 2020       | Winter Park (Floride)                      | Full Sail University                     | Io Shirai contre Charlotte Flair contre Rhea Ripley dans un Triple Threat match pour le NXT Women's Championship |
| Backlash                      | 14 juin 2020      | Orlando (Floride)                          | WWE Performance Center                   | Edge contre Randy Orton dans un Greatest Wrestling match Ever |
| Extreme Rules                 | 19 juillet 2020   | Orlando (Floride)                          | WWE Performance Center                   | Bray Wyatt contre Braun Strowman dans un Wyatt Swamp Fight match |
| NXT TakeOver: XXX             | 22 août 2020      | Winter Park (Floride)                      | Full Sail University                     | Keith Lee contre Karrion Kross pour le NXT Championship |
| SummerSlam                    | 23 août 2020      | Orlando (Floride)                          | Amway Center                             | Braun Strowman contre The Fiend Bray Wyatt dans un Falls Count Anywhere match pour le WWE Universal Championship |
| Payback                       | 30 août 2020      | Orlando (Floride)                          | Amway Center                             | The Fiend Bray Wyatt contre Braun Strowman contre Roman Reigns dans un No Holds Barred Triple Threat match pour le WWE Universal Championship |
| Clash of Champions            | 27 septembre 2020 | Orlando (Floride)                          | Amway Center                             | Roman Reigns contre Jey Uso pour le WWE Universal Championship |
| NXT TakeOver: 31              | 4 octobre 2020    | Orlando (Floride)                          | WWE Performance Center                   | Finn Balor contre Kyle O'Reilly pour le NXT Championship |
| Hell in a Cell                | 25 octobre 2020   | Orlando (Floride)                          | Amway Center                             | Randy Orton contre Drew McIntyre pour le WWE Championship |
| Survivor Series               | 22 novembre 2020  | Orlando (Floride)                          | Amway Center                             | Drew McIntyre contre Roman Reigns |
| NXT TakeOver: WarGames IV     | 6 décembre 2020   | Orlando (Floride)                          | WWE Performance Center                   | The Undisputed Era (Adam Cole, Bobby Fish, Kyle O'Reilly et Roderick Strong) contre Pat McAfee, Pete Dunne, Oney Lorcan et Danny Burch dans un WarGames match |
| TLC: Tables, Ladders & Chairs | 20 décembre 2020  | St. Petersburg (Floride)                   | Tropicana Field                          | The Fiend Bray Wyatt contre Randy Orton dans un Firefly Inferno match |

### 2021
Pay-per-view exclusif à NXT
 Pay-per-view International ou/et exclusif au hommes
| Événement                     | Date                | Ville                    | Lieu                   | Main Event |
| ----------------------------- | ------------------- | ------------------------ | ---------------------- | --- |
| Royal Rumble                  | 31 janvier 2021     | St. Petersburg (Floride) | Tropicana Field        | 30-Man Royal Rumble match |
| NXT TakeOver: Vengeance Day   | 14 février 2021     | Orlando (Floride)        | WWE Performance Center | Finn Bálor contre Pete Dunne pour le NXT Championship |
| Elimination Chamber           | 21 février 2021     | St. Petersburg (Floride) | Tropicana Field        | Drew McIntyre contre The Miz pour le WWE Championship |
| Fastlane                      | 21 mars 2021        | St. Petersburg (Floride) | Tropicana Field        | Roman Reigns contre Daniel Bryan pour le WWE Universal Championship |
| NXT TakeOver: Stand & Deliver | 7 et 8 avril 2021   | Orlando (Floride)        | WWE Performance Center | Io Shirai contre Raquel González pour le NXT Women's Championship (7 avril) |
| NXT TakeOver: Stand & Deliver | 7 et 8 avril 2021   | Orlando (Floride)        | WWE Performance Center | Kyle O'Reilly contre Adam Cole dans un Unsanctionned match (8 avril) |
| WrestleMania 37               | 10 et 11 avril 2021 | Tampa (Floride)          | Raymond James Stadium  | Sasha Banks contre Bianca Belair pour le WWE SmackDown Women's Championship (10 avril)                                                                                             |
| WrestleMania 37               | 10 et 11 avril 2021 | Tampa (Floride)          | Raymond James Stadium  | Roman Reigns contre Edge contre Daniel Bryan pour le WWE Universal Championship (11 avril)                                                                                         |
| WrestleMania Backlash         | 16 mai 2021         | Tampa (Floride)          | Yuengling Center       | Roman Reigns contre Cesaro pour le WWE Universal Championship |
| Hell in a Cell                | 20 juin 2021        | Tampa (Floride)          | Yuengling Center       | Drew McIntyre contre Bobby Lashley dans un Hell in a Cell match pour le WWE Championship                                                                                           |
| Money in the Bank             | 18 juillet 2021     | Fort Worth (Texas)       | Dickies Arena          | Roman Reigns contre Edge pour le WWE Universal Championship |
| SummerSlam                    | 21 août 2021        | Paradise (Nevada)        | Allegiant Stadium      | Roman Reigns contre John Cena pour le WWE Universal Championship |
| NXT TakeOver 36               | 22 août 2021        | Orlando (Floride)        | WWE Performance Center | Karrion Kross contre Samoa Joe pour le NXT Championship |
| Extreme Rules                 | 26 septembre 2021   | Columbus (Ohio)          | Nationwide Arena       | Roman Reigns contre The Demon Finn Bálor pour le WWE Universal Championship |
| Crown Jewel                   | 21 octobre 2021     | Riyad ( Arabie saoudite) | Mohammed Abdu Arena    | Roman Reigns contre Brock Lesnar pour le WWE Universal Championship |
| Survivor Series               | 21 novembre 2021    | Brooklyn (New York)      | Barclays Center        | Roman Reigns contre Big E |
| NXT WarGames                  | 5 décembre 2021     | Rosemont (Illinois)      | Allstate Arena         | Team Black & Gold (Tommaso Ciampa, Johnny Gargano, Pete Dunne et LA Knight) contre Team 2.0 (Bron Breakker, Carmelo Hayes, Tony D'Angelo et Grayson Waller) dans un WarGames match |

### 2022
Pay-per-view exclusif à NXT
 Pay-per-view International ou/et exclusif au hommes
| Événement                     | Date              | Ville                      | Lieu                         | Main Event |
| ----------------------------- | ----------------- | -------------------------- | ---------------------------- | --- |
| WWE Day 1                     | 1er janvier 2022  | Atlanta (Georgie)          | State Farm Arena             | Big E contre Seth Rollins contre Kevin Owens contre Bobby Lashley contre Brock Lesnar dans un Fatal-5 Way match pour le WWE Championship                                           |
| Royal Rumble                  | 29 janvier 2022   | Saint Louis (Missouri)     | The Dome at America's Center | 30-Man Royal Rumble match |
| Elimination Chamber           | 19 février 2022   | Djeddah ( Arabie saoudite) | Jeddah Super Dome            | Brock Lesnar contre Bobby Lashley contre Seth Rollins contre Riddle contre Austin Theory contre AJ Styles dans un Elimination Chamber match pour le WWE Championship               |
| NXT TakeOver: Stand & Deliver | 2 avril 2022      | Dallas (Texas)             | American Airlines Center     | Dolph Ziggler contre Bron Breakker pour le NXT Championship |
| WrestleMania 38               | 2 et 3 avril 2022 | Arlington (Texas)          | AT&T Stadium                 | Kevin Owens contre Stone Cold Steve Austin dans un No Holds Barred match (2 avril)                                                                                                 |
| WrestleMania 38               | 2 et 3 avril 2022 | Arlington (Texas)          | AT&T Stadium                 | Brock Lesnar contre Roman Reigns dans un Winner Take All Unification Championship match pour les WWE Championship et WWE Universal Championship (3 avril)                          |
| WrestleMania Backlash         | 8 mai 2022        | Providence (Rhode Island)  | Dunkin' Donuts Center        | The Bloodline (Roman Reigns & Jey & Jimmy Uso) contre RK-Bro (Randy Orton & Riddle) et Drew McIntyre dans un 6-Man Tag Team match                                                  |
| Hell in a Cell                | 5 juin 2022       | Rosemont (Illinois)        | Allstate Arena               | Cody Rhodes contre Seth Rollins dans un Hell in a Cell match |
| Money in the Bank             | 2 juillet 2022    | Paradise (Nevada)          | MGM Grand Garden Arena       | Theory contre Seth Rollins contre Riddle contre Omos contre Drew McIntyre contre Sheamus contre Sami Zayn contre Madcap Moss dans un 8-Men Money in the Bank Contract Ladder match |
| SummerSlam                    | 30 juillet 2022   | Nashville (Tennessee)      | Nissan Stadium               | Roman Reigns (c) (avec Paul Heyman) contre Brock Lesnar dans un Last Man Standing Match pour les WWE Universal Championship et WWE Championship                                    |
| Clash at the Castle           | 3 septembre 2022  | Cardiff ( Pays de Galles)  | Principality Stadium         | Roman Reigns (c) contre Drew McIntyre pour les WWE Universal Championship et WWE Championship                                                                                      |
| Extreme Rules                 | 8 octobre 2022    | Philadelphie, États-Unis   | Wells Fargo Center           | Matt Riddle contre Seth "Freakin" Rollins dans un Fight Pit Match |
| Crown Jewel                   | 5 novembre 2022   | Riyad ( Arabie saoudite)   | Mrsool Park                  | Roman Reigns contre Logan Paul pour le WWE Championship & WWE Universal Championship                                                                                               |
| Survivor Series WarGames      | 26 novembre 2022  | Boston, Massachusetts      | TD Garden                    | The Bloodline (Roman Reigns, The Usos, Solo Sikoa & Sami Zayn) contre The Brawling Brutes (Sheamus, Butch, Ridge Holland), Drew McIntyre & Kevin Owens                             |

### 2023
Pay-per-view exclusif à NXT
 Pay-per-view International ou/et exclusif au hommes
| Événement                | Date              | Ville                        | Lieu                                 | Main Event |
| ------------------------ | ----------------- | ---------------------------- | ------------------------------------ | --- |
| Royal Rumble             | 28 janvier 2023   | San Antonio (Texas)          | Alamodome                            | Roman Reigns (c) (avec Paul Heyman) contre Kevin Owens pour les WWE Universal Championship et le WWE Championship                                                                 |
| Vengeance Day            | 4 février 2023    | Charlotte (Caroline du Nord) | Spectrum Center                      | Bron Breakker (c) contre Grayson Waller dans un Steel Cage Match pour le NXT Championship                                                                                         |
| Elimination Chamber      | 18 février 2023   | Montreal ( Canada)           | Bell Centre                          | Roman Reigns (c) (avec Paul Heyman) contre Sami Zayn pour les WWE Universal Championship et le WWE Championship                                                                   |
| NXT Stand & Deliver      | 1er avril 2023    | Los Angeles (Californie)     | Crypto.com Arena                     | Bron Breakker (c) contre Carmelo Hayes pour le NXT Championship |
| WrestleMania 39          | 1 et 2 avril 2023 | Inglewood (Californie)       | SoFi Stadium                         | The Usos (Jimmy et Jey Uso) (c) contre Kevin Owens & Sami Zayn pour les WWE Raw Tag Team Championship et WWE SmackDown Tag Team Championship (1er avril)                          |
| WrestleMania 39          | 1 et 2 avril 2023 | Inglewood (Californie)       | SoFi Stadium                         | Roman Reigns (c) (avec Paul Heyman) contre Cody Rhodes pour les WWE Universal Championship et le WWE Championship (2 avril)                                                       |
| Backlash                 | 6 mai 2023        | San Juan ( Porto Rico)       | José Miguel Agrelot Coliseum         | Brock Lesnar contre Cody Rhodes |
| Night of Champions       | 27 mai 2023       | Djeddah ( Arabie saoudite)   | Jeddah Super Dome                    | Kevin Owens & Sami Zayn (c) contre The Bloodline (Roman Reigns & Solo Sikoa) pour les WWE Raw Tag Team Championship et le WWE SmackDown Tag Team Championship                     |
| NXT Battleground         | 28 mai 2023       | Lowell (Massachusetts)       | Tsongas Center                       | Carmelo Hayes (c) contre Bron Breakker pour le NXT Championship |
| Money in the Bank        | 1er juillet 2023  | Londres ( Angleterre)        | O2 Arena                             | The Bloodline (Roman Reigns & Solo Sikoa) contre The Usos (Jimmy & Jey Uso) dans The Bloodline Civil War                                                                          |
| SummerSlam               | 5 août 2023       | Détroit (Michigan)           | Ford Field                           | Roman Reigns contre Jey Uso pour l'Undisputed WWE Universal Championship |
| Payback                  | 2 septembre 2023  | Pittsburgh, Pennsylvanie     | PPG Paints Arena                     | Seth "Freakin" Rollins contre Shinsuke Nakamura pour le WWE World Heavyweight Championship                                                                                        |
| NXT No Mercy             | 30 septembre 2023 | Bakersfield (Californie)     | Mechanics Bank Arena                 | Becky Lynch contre Tiffany Stratton pour le NXT Women's Championship |
| Fastlane                 | 7 octobre 2023    | Indianapolis, Indiana        | Gainbridge Fieldhouse                | Seth "Freakin" Rollins contre Shinsuke Nakamura pour le WWE World Heavyweight Championship                                                                                        |
| Crown Jewel              | 4 novembre 2023   | Riyad, Arabie saoudite       | Mohammed Abdu Arena on the Boulevard | Roman Reigns contre LA Knight pour le Undisputed WWE Universal Championship |
| Survivor Series WarGames | 25 novembre 2023  | Rosemont (Illinois)          | Allstate Arena                       | Cody Rhodes, Jey Uso, Sami Zayn, Seth "Freakin" Rollins & Randy Orton contre The Judgment Day (Finn Bálor, Damian Priest, Dominik "Dirty" Mysterio & JD McDonagh) & Drew McIntyre |
| NXT Deadline             | 9 décembre 2023   | Bridgeport, Connecticut      | Total Mortgage Arena                 | Ilja Dragunov contre Baron Corbin pour le NXT Championship |

### 2024
Pay-per-view exclusif à NXT
 Pay-per-view International ou/et exclusif au hommes
| Événement                 | Date               | Ville                      | Lieu                     | Main Event |
| ------------------------- | ------------------ | -------------------------- | ------------------------ | --- |
| Royal Rumble              | 27 janvier 2024    | Tampa, Floride             | Tropicana Field          | 30-Man Royal Rumble match |
| NXT Vengeance Day         | 4 février 2024     | Clarksville, Tennessee     | F&M Bank Arena           | Ilja Dragunov contre Trick Williams pour le NXT Championship                                                                                        |
| Elimination Chamber       | 24 février 2024    | Perth, Australie           | Optus Stadium            | Rhea Ripley contre Nia Jax pour le WWE Women's World Championship                                                                                   |
| NXT Stand & Deliver       | 6 avril 2024       | Philadelphie, Pennsylvanie | Wells Fargo Center       | Ilja Dragunov contre Tony D'Angelo pour le NXT Championship                                                                                         |
| WrestleMania XL           | 6 et 7 avril 2024  | Philadelphie, Pennsylvanie | Lincoln Financial Field  | Roman Reigns et The Rock contre Cody Rhodes et Seth "Freakin" Rollins (6 avril)                                                                     |
| WrestleMania XL           | 6 et 7 avril 2024  | Philadelphie, Pennsylvanie | Lincoln Financial Field  | Roman Reigns contre Cody Rhodes pour l'Undisputed WWE Universal Championship (7 avril)                                                              |
| Backlash                  | 4 mai 2024         | Décines-Charpieu, France   | LDLC Arena               | Cody Rhodes contre AJ Styles pour l'Undisputed WWE Championship                                                                                     |
| King & Queen of the Ring  | 25 mai 2024        | Jeddah, Arabie saoudite    | Jeddah SuperDome         | Cody Rhodes contre Logan Paul pour l'Undisputed WWE Championship                                                                                    |
| NXT Battleground          | 9 juin 2024        | Las Vegas, Nevada          | UFC Apex                 | Trick Williams contre Ethan Page pour le NXT Championship                                                                                           |
| Clash at the Castle       | 15 juin 2024       | Glasgow, Écosse            | OVO Hydro                | Damian Priest contre Drew McIntyre pour le WWE World Heavyweight Championship                                                                       |
| Money in the Bank         | 6 juillet 2024     | Toronto, Canada            | Scotiabank Arena         | Cody Rhodes et R-KO (Randy Orton et Kevin Owens) contre The Bloodline (Solo Sikoa, Jacob Fatu et Tama Tonga) dans un 6-Man Tag Team Match           |
| NXT Heatwave              | 7 juillet 2024     | Toronto, Canada            | Scotiabank Arena         | Trick Williams contre Je'Von Evans contre Ethan Page contre Shawn Spears dans un Fatal-4 Way Match pour le NXT Championship                         |
| SummerSlam                | 3 août 2024        | Cleveland, Ohio            | Cleveland Browns Stadium | Cody Rhodes contre Solo Sikoa pour l'Undisputed WWE Championship                                                                                    |
| WWE Bash in Berlin        | 31 août 2024       | Berlin, Allemagne          | Uber Arena               | Gunther contre Randy Orton pour le WWE World Heavyweight Championship                                                                               |
| NXT No Mercy              | 1er septembre 2024 | Denver, Colorado           | Ball Arena               | Ethan Page contre Joe Hendry pour le NXT Championship                                                                                               |
| Bad Blood                 | 5 octobre 2024     | Atlanta, Géorgie           | State Farm Arena         | Cody Rhodes et Roman Reigns contre The Bloodline (Solo Sikoa et Jacob Fatu)                                                                         |
| NXT: Halloween Havoc      | 27 octobre 2024    | Hershey, Pennsylvanie      | Giant Center             | Trick Williams contre Ethan Page pour le NXT Championship                                                                                           |
| Crown Jewel               | 2 novembre 2024    | Riyad, Arabie saoudite     | Kingdom Arena            | Cody Rhodes (SmackDown's Undisputed WWE Champion) contre Gunther (Raw's World Heavyweight Champion) pour le WWE Crown Jewel Championship            |
| Survivor Series: WarGames | 30 novembre 2024   | Vancouver, Canada          | Rogers Arena             | The Bloodline (Solo Sikoa, Jacob Fatu, Tama Tonga et Tonga Loa) et "Big" Bronson Reed contre Roman Reigns, Jey Uso, Jimmy Uso, Sami Zayn et CM Punk |
| NXT Deadline              | 7 décembre 2024    | Minneapolis, Minnesota     | Armory Arena             | Trick Williams contre Ridge Holland pour le NXT Championship                                                                                        |

### 2025
Pay-per-view exclusif à NXT
 Pay-per-view International ou/et exclusif au hommes
| Événement           | Date                | Ville                       | Lieu                   | Main Event |
| ------------------- | ------------------- | --------------------------- | ---------------------- | --- |
| Royal Rumble        | 1er février 2025    | Indianapolis, Indiana       | Lucas Oil Stadium      | Men's Royal Rumble Match |
| NXT Vengeance Day   | 15 février 2025     | Washington D.C.             | CareFirst Arena        | Giulia (c) contre Bayley contre Roxanne Perez contre Cora Jade dans un Fatal 4-Way match pour le NXT Women's Championship                        |
| Elimination Chamber | 1er mars 2025       | Toronto, Canada             | Rogers Centre          | Drew McIntyre contre CM Punk contre John Cena contre Logan Paul contre Seth Rollins contre Damian Priest dans un Men's Elimination Chamber Match |
| NXT Stand & Deliver | 19 avril 2025       | Paradise, Nevada            | T-Mobile Arena         | Oba Femi contre Je'Von Evans contre Trick Williams dans un Triple Threat Match pour le NXT Championship                                          |
| WrestleMania 41     | 19 et 20 avril 2025 | Paradise, Nevada            | Allegiant Stadium      | CM Punk contre Roman Reigns contre Seth "Freakin" Rollins dans un Triple Threat Match (19 avril)                                                 |
| WrestleMania 41     | 19 et 20 avril 2025 | Paradise, Nevada            | Allegiant Stadium      | Cody Rhodes contre John Cena pour l'Undisputed WWE Universal Championship (20 avril)                                                             |
| Backlash            | 10 mai              | St. Louis, Missouri         | Enterprise Center      | John Cena contre Randy Orton pour l'Undisputed WWE Universal Championship (10 mai)                                                               |
| SummerSlam          | 2 et 3 août 2025    | East Rutherford, New Jersey | MetLife Stadium        | À venir |
| WWE Clash in Paris  | 31 août 2025        | Nanterre, France            | Paris La Défense Arena | À venir |

### 2026
Pay-per-view exclusif à NXT
 Pay-per-view International ou/et exclusif au hommes
| Événement           | Date                | Ville                        | Lieu              | Main Event |
| ------------------- | ------------------- | ---------------------------- | ----------------- | ---------- |
| Royal Rumble        | Janvier             | Riyad, Arabie saoudite       | À venir           | À venir    |
| NXT Stand & Deliver | 11 avril 2026       | Nouvelle-Orléans (Louisiane) | À venir           | À venir    |
| WrestleMania 42     | 11 et 12 avril 2026 | Nouvelle-Orléans (Louisiane) | Caesars Superdome | À venir    |
| SummerSlam          | 1 et 2 août 2026    | Minneapolis, Minnesota       | U.S. Bank Stadium | À venir    |

## Les pay-per-views en détail

### Anciens pay-per-views
- 1985 : The Wrestling Classic
- 1991 : This Tuesday in Texas
- 1997 : One Night Only
- 1998 : Mayhem in Manchester
- 1998 : Capital Carnage
- 1995-1999 : In Your House
- 1998-1999 : Over the Edge
- 1998-2000 : Fully Loaded
- 2001 : InVasion
- 1993-2002, : King of the Ring
- 1999-2002 : Rebellion
- 2000-2003 : Insurrextion
- 1997, 2003-2004 : Bad Blood
- 2006 : December to Dismember
- 2005-2007 : New Year's Revolution
- 1998-2008 : Unforgiven
- 2004-2008 : Cyber Sunday/Taboo Tuesday
- 2005-2008 : One Night Stand
- 1999-2000, 2002-2008 : Armageddon
- 2004-2009 : The Great American Bash/The Bash
- 1998, 2000-2009 : Judgment Day
- 2009 : Breaking Point
- 2010 : Fatal 4-Way
- 2009-2010 : Bragging Rights
- 2011 : Capitol Punishment
- 2001-2007, 2011 : Vengeance
- 2010-2012 : Over the Limit
- 1998, 2000-2009, 2012 : No Way Out
- 2007-2015 : Night of Champions
- 2016 : Roadblock
- 2017 : Great Balls of Fire
- 1999-2008, 2016-2017 : No Mercy
- 2013-2017 : Battleground

### Particularités des PPV
| Pay-per-view                    | Particularité |
| Actuel                          | Actuel |
| ------------------------------- | --- |
| Royal Rumble                    | Les matchs principaux sont des Royal Rumble matchs. |
| Elimination Chamber             | Un ou plusieurs matchs sont des Elimination Chamber matchs. |
| Extreme Rules                   | La plupart des matchs sont des Extreme Rules matchs ou des matchs basés sur le catch hardcore.                                                                                |
| Money in the Bank               | Un ou plusieurs matchs sont des Money in the Bank Ladder matchs. |
| Clash of Champions              | Tous les titres sont en jeu. |
| Hell in a Cell                  | Un ou plusieurs matchs sont des Hell in a Cell matchs. |
| Survivor Series                 | Un ou plusieurs matchs sont des Traditional Survivor Series Elimination Tag Team matchs.                                                                                      |
| TLC: Tables, Ladders and Chairs | Un ou plusieurs matchs sont des Tables, Ladders and Chairs matchs la plupart des autres matchs sont des matchs basés sur le Tables match, le Ladder match ou le Chairs match. |
| Ancien                          | |
| The Wrestling Classic           | Le match principal était un tournoi. |
| InVasion                        | Tous les matchs étaient des matchs entre la WWF et The Alliance (de la WCW and ECW).                                                                                          |
| King of the Ring                | Le match principal était un tournoi pour désigner le nouveau King of the Ring.                                                                                                |
| One Night Stand                 | Tous les matchs étaient basés sur le catch hardcore. |
| Cyber Sunday                    | Les fans pouvaient voter les matchs, les participants ou les stipulations. |
| Breaking Point                  | Les plupart des matchs étaient fondés sur l'abandon par le biais de Submission matchs ou de « I Quit » matchs.                                                                |
| Fatal 4-Way                     | La plupart des matchs étaient des Fatal Four Way match. |
| Bragging Rights                 | Les match étaient des matchs opposant les catcheurs de Raw aux catcheurs de SmackDown.                                                                                        |
| Night of Champions              | Tous les titres étaient en jeu. |